# Dub nad Moravou
Dub nad Moravou (deutsch Dub an der March) ist eine Minderstadt in Tschechien. Sie liegt 14 km südlich der Stadt Olmütz an der March und gehört dem Okres Olomouc, Mähren an.

## Geschichte
Die erste schriftliche Erwähnung des Ortes stammt aus dem Jahr 1141. Im 13. Jahrhundert wurde die erste Kirche erbaut. Auf deren Grundsteinen entstand 1586 das zweite Gotteshaus „Allerheiligen“. Am 14. Juli 1848 wurde der Ort zum Städtchen erhoben, mit dem Recht, einen eigenen Markt durchzuführen. Seit 2006 besitzt Dub wieder den Status eines Městys.
Sehenswürdig in Dub ist der Dom der Reinigung der Jungfrau Maria, erbaut 1734–1756.
Der Ortsname Dub bedeutet auf Deutsch Eiche, darauf zielt auch das Eichenblatt im Stadtwappen ab.

## Gemeindegliederung
Die Gemeinde besteht aus den Ortsteilen Bolelouc (Bolelautz), Dub nad Moravou (Dub an der March) und Tučapy (Tutschap).

## Einzelnachweise

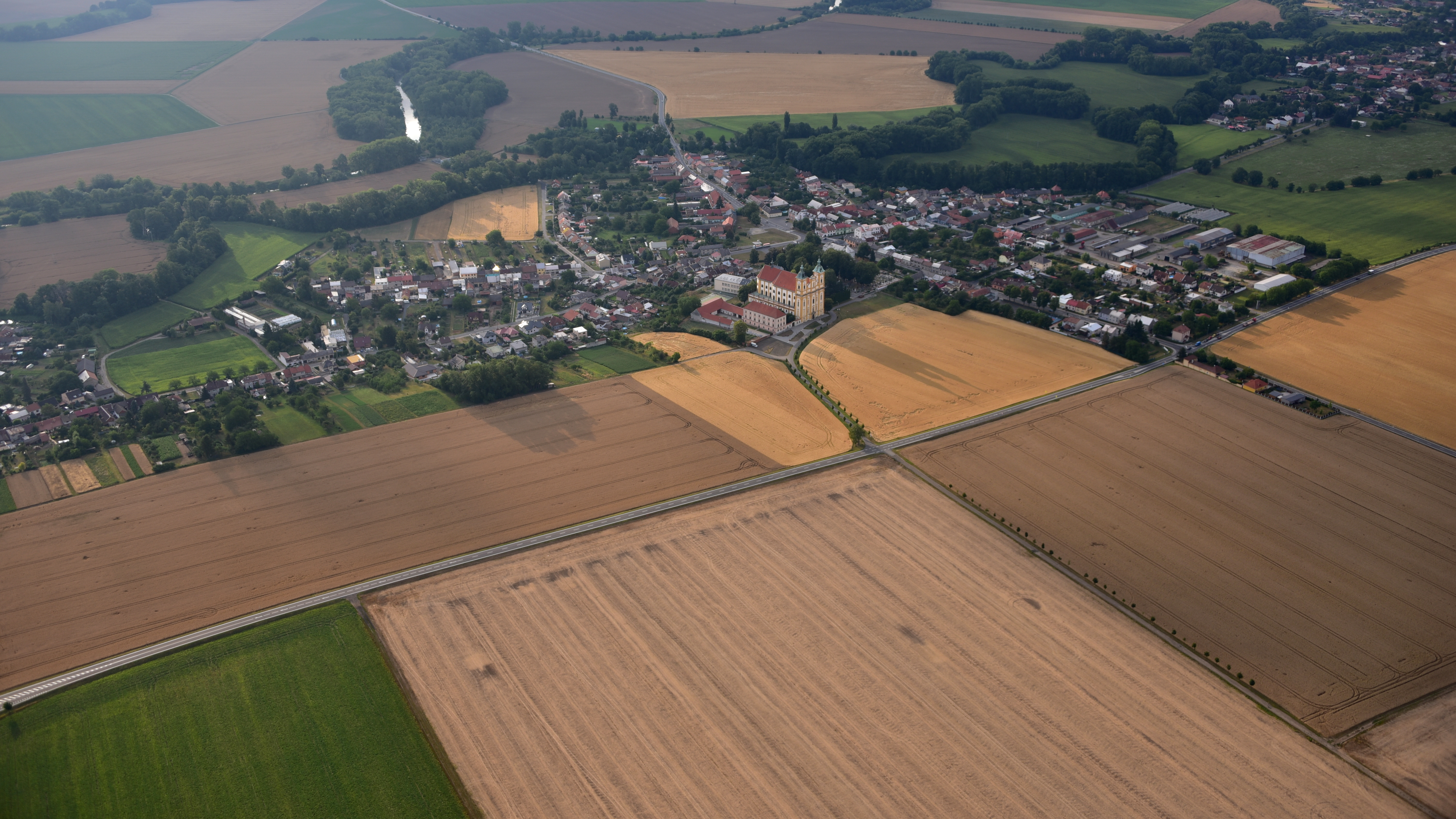
Dub nad Moravou (2018)
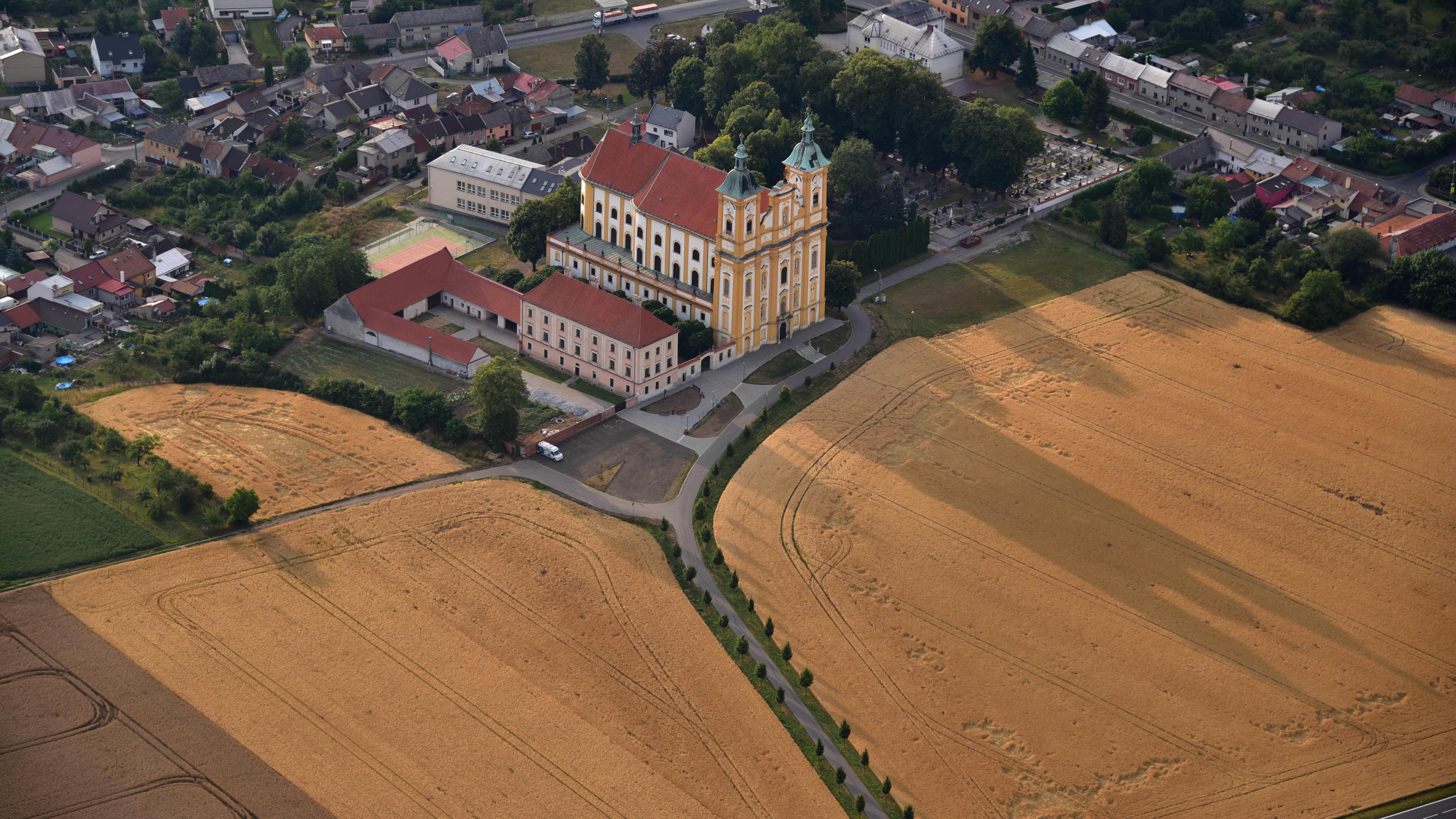
Wallfahrtskirche (2018)
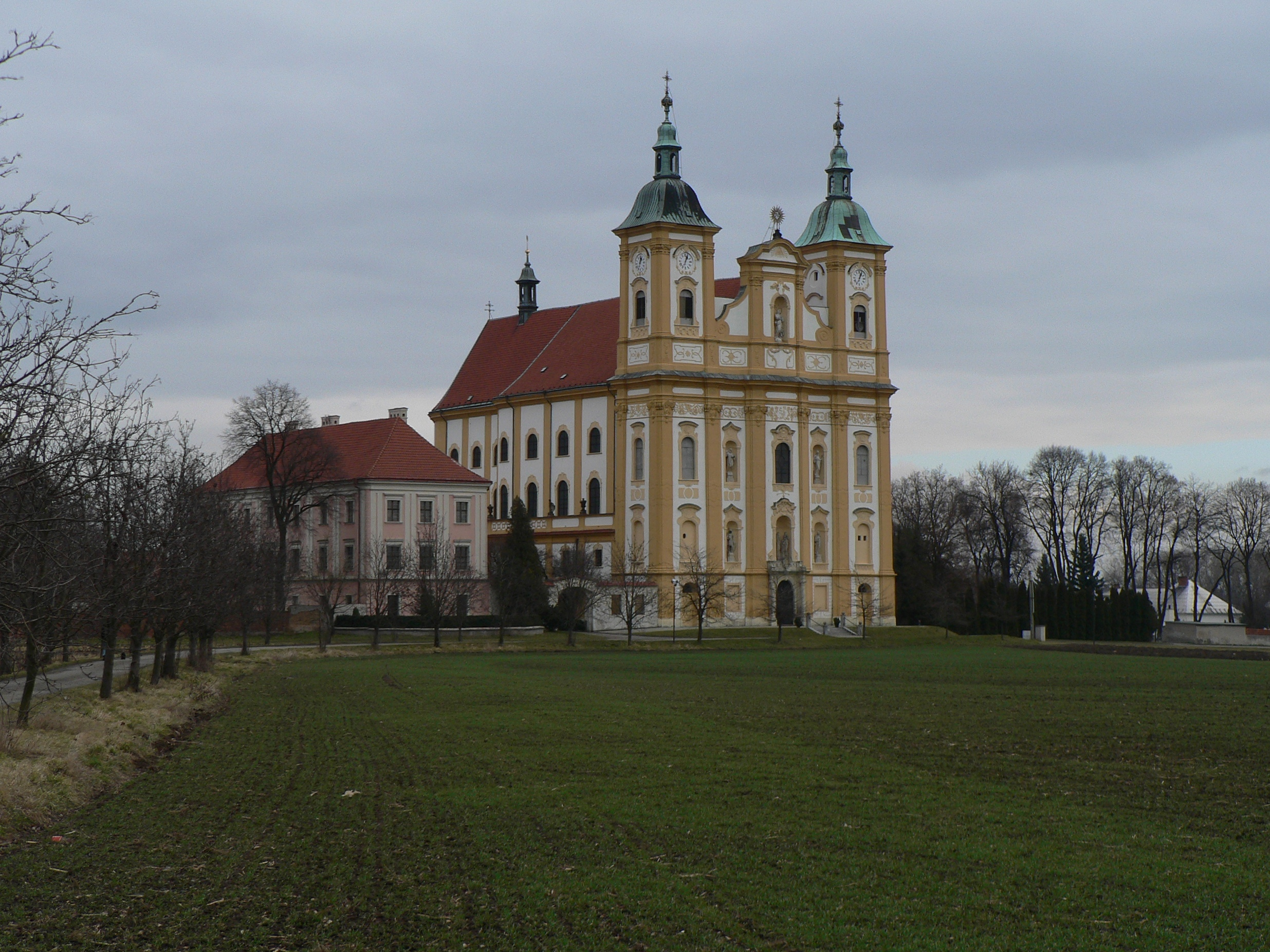
Wallfahrtskirche